# Abadía de Bolton

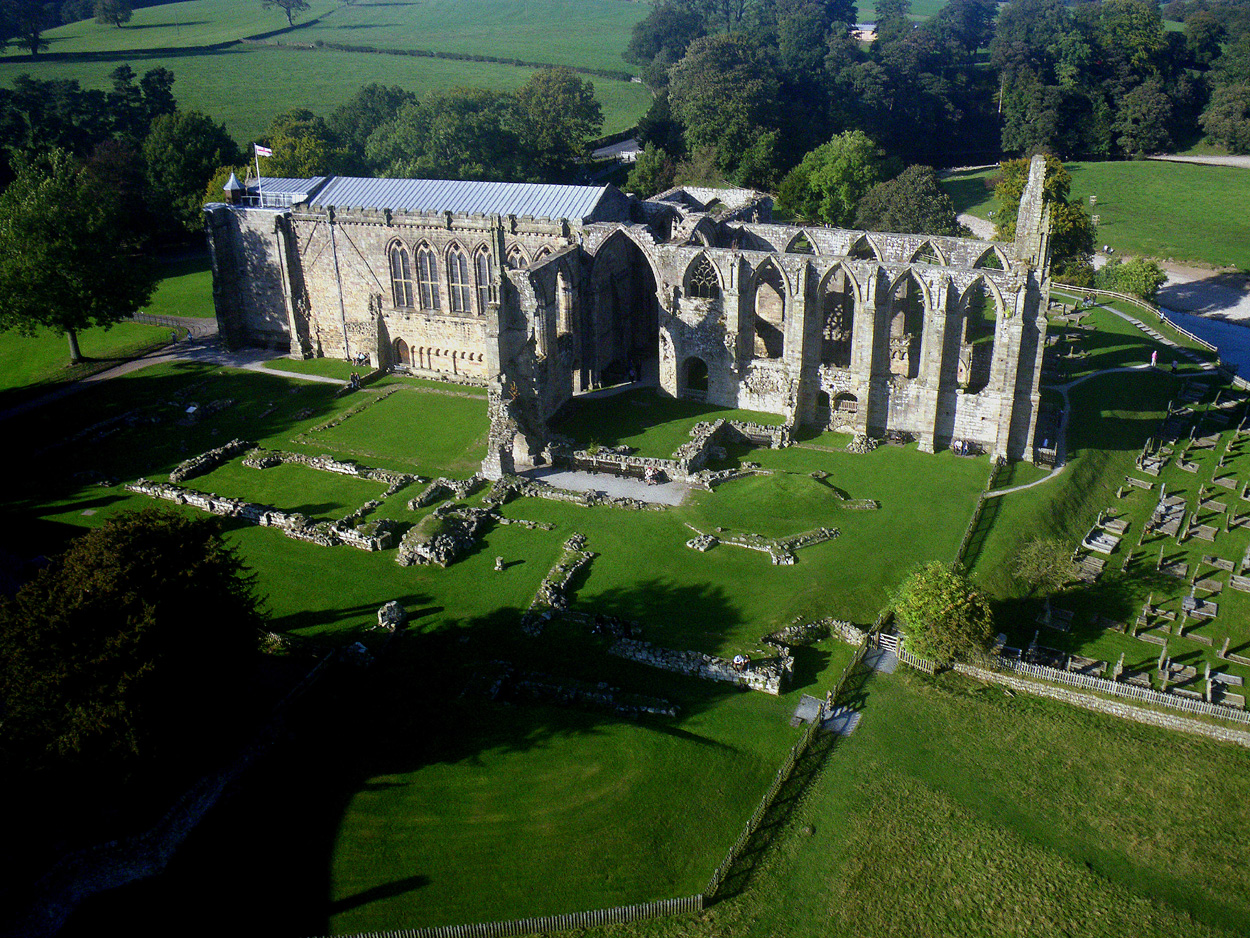
Fotografía aérea de la abadía de Bolton

La Abadía de Bolton, en inglés Bolton Abbey, es la mayor estructura de un terreno en el que se encuentran las ruinas del Convento Agustiniano de Bolton en Yorkshire del Norte, Inglaterra. Da su nombre a la parroquia de la Abadía de Bolton.

## El convento de Bolton
El convento fue fundado originalmente en Embsay en 1120, en él había canónigos dirigidos por un prior. La Abadía de Bolton fue fundada en 1151 por la orden de los Agustinos, a orillas del río Wharfe. Los terrenos en Bolton, así como otros recursos, fueron donados a la orden por Lady Alice de Romille del Castillo de Skipton en 1154. A principios de siglo XIV invasores escoceses causaron el abandono temporal del sitio y graves daños estructurales al convento. El sello del convento estaba formado por la Bienaventurada Virgen María y el Niño y la frase sigillum sancte Marie de Bolton.
La nave de la iglesia fue usada como iglesia parroquial desde 1170 en adelante, y sobrevivió a la disolución de los monasterios.
Las obras de construcción de la abadía continuaron incluso después de la disolución de los monasterios dando lugar al termin del priorato en 1539. El extremo este permaneció en ruinas. Una torre, que se comenzó en 1520, se dejó a mitad de construcción, y su base fue posteriormente usada como campanario y se convirtió en un porche de entrada. La mayoría de la iglesia restante se construyó siguiendo el estilo gótico, pero algunas obras de construcción se hicieron en la época victoriana, incluyendo las ventanas realizadas por August Pugin.

## Terrenos de la Abadía
La Abadía de Bolton perteneció a los Duques de Devonshire hasta que el 11.º Duque firmó un fideicomiso por el cual los propietarios pasaron a ser de la asociación "Chatsworth Settlement Trustees". Los 120 km cuadrados de terrenos tienen cinco zonas designadas como Sitios de Especial Interés Científico, incluyendo Strid Wood, un viejo bosque de robles, que está al lado del río Wharfe conocido como The Strid.
Los ferrocarriles Embsay & Bolton Abbey terminan a milla y media (2,4 km) del convento de Bolton.